# Північнокавказькі мови
Північнокавказькі мови — гіпотетична мовна сім'я, запропонована російським філологом Миколою Трубецьким у 1920-х роках. Під цією назвою об'єднуються дві мовні сім'ї — абхазо-адизька та нахсько-дагестанська. Деякі мовознавці, як і раніше, розглядають абхазо-адизькі мови та нахсько-дагестанські мови як незалежні сім'ї.

## Гіпотеза Трубецького
Мови цієї гіпотетичної сім'ї поширені на Північному Кавказі, а також у численній діаспорі в інших країнах Європи та на Близькому Сході. До неї входять понад 40 живих, одна вимерла (убихська) та одна древня письмова агванська мови.
Раніше передбачалося, що північнокавказька сім'я разом із картвельськими мовами утворює так звану «іберійсько-кавказьку» спільність, проте нині ця точка зору відкинута практично всіма мовознавцями. Наявність низки спільних рис між зазначеними сім'ями мов зараз заведено пояснювати тривалим тісним контактом, що дозволяє говорити про кавказький мовний союз.
Гіпотеза відкидається багатьма мовознавцями та кавказознавцями. Радянський лінгвіст Георгій Клімов уважав необґрунтованою ідею Миколи Трубецького про спорідненість північнокавказьких мов, виступаючи з критикою робіт Сергія Старостіна, російського мовознавця, з північнокавказької реконструкції.

## Гіпотеза Старостіна
Деякі збіги між мовами лише на рівні лексики були відзначені давно, але лише наприкінці XX століття з'явилися перші спроби науково це обґрунтувати, зокрема Сергієм Старостіним. Очолювана ним група лінгвістів запропонувала наступне датування:
- розпад сино-кавказької макросім'ї стався у 8-му тисячолітті до н. е.;
- розпад північнокавказької сім'ї на нахсько-дагестанські та абхазо-адизькі мови стався приблизно в середині 6-го або на початку 5-го тисячоліття до н. е.

Старостін вважав, що абхазо-адизькі мови споріднені з мертвою хаттською мовою, а нахсько-дагестанські мови — хурито-урартськими мовами.
На думку Дибо, мовами північнокавказької мовної сім'ї говорили носії наступних археологічних культур: Старчево-Крішська культура, культура Караново, культура лінійно-стрічкової кераміки, залізовська культура (Східна Австрія), культура Альфельд (Словаччина), культура Бюкка (Північна Угорщина/Східна Словаччина), культура Тиси (басейн Тиси), культура накольчато-стрічкової кераміки, трипільська культура, боянська культура, буго-дністровська культура.
Північнокавказька сім'я, своєю чергою, входить у гіпотетичну сино-кавказьку макросім'ю.